# محمد طرابلسی
محمد طرابلسی (انگلیسی: Mohamed Tarabulsi; ۲۶ سپتامبر ۱۹۵۰ – ۲۰۰۲) وزنه‌بردار اهل لبنان بود.
از افتخارات وی میتوان به کسب مدال نقره وزن ۷۵ کیلوگرم در بازی‌های المپیک تابستانی ۱۹۷۲ اشاره کرد.